# Patrik Mogensen
Johan Patrik Mogensen, född 22 november 1893 i Falun, död 27 december 1969 i Solna församling, var en svensk lantmätare. Han var bror till Ove, Mogens och Fredrik Mogensen.
Mogensen, som var son till överlantmätare Bror Kristian Mogensen och Ruth Ingegerd Marianne Kjellin, avlade studentexamen i Falun 1912, lantmäteriexamen 1915, filosofie kandidatexamen 1918 och kulturteknisk lantmäteriexamen 1920. Han blev distriktslantmätare i Säters distrikt 1927, transport till Stockholms distrikt 1934 och var biträdande överlantmätare i Gävleborgs län 1930–1933. Han var representant för Svenska lantmätareföreningen på internationella kongresser i Warszawa 1932, Rom 1933, London 1934, Belgrad 1936 och Rom 1938. Han var sakkunnig vid tillsättning av professur vid Kungliga Tekniska högskolan 1933 och kompetentförklarades av Kungliga Tekniska högskolans lärarkollegium till en professur i geodesi 1941. Mogensen är gravsatt på Djursholms begravningsplats.